# Amorós
|  | Per a altres significats, vegeu «Bernat Amorós». |

Amorós és una entitat de població del municipi de Sant Guim de Freixenet, a la comarca de la Segarra. El llogarret, situat a l'altiplà que separa les conques dels rius Sió i Anoia, el forma un conjunt de cases que s'agrupen al voltant d'una torre interior i de la capella de Sant Cosme i Sant Damià. L'origen del nom seria la conseqüència d'un nom propi d'una persona o d'un llinatge.

## Sant Cosme i Sant Damià d'Amorós
L'eix vertebrador del llogarret és el castell de l'església, citada ja des del segle xi i que fou inicialment una capella sufragània de la parròquia de Sant Pere de Sant Domí, pertanyent al comtat de Cardona. Al segle xii s'esmenta com eclesia de Moros.
Tot i el seu origen romànic, l'edifici actual no en conserva cap característica pròpia. És un temple d'una petita nau quadrangular. A l'interior conserva una decoració de guix que representa figures humanes a les mènsules, realitzades per algun artista local, el mateix que hauria realitzat treballs a l'església de Sant Cristòfol de la Rabassa.
Té l'advocació dels gloriosos sants Cosme i Damià, màrtirs.